# Opiętek sztafirowany
Opiętek sztafirowany (Agrilus graminis) – gatunek chrząszcza z rodziny bogatkowatych i podrodziny Agrilinae. Zamieszkuje Europę, zachód Azji i północ Afryki.

## Taksonomia
Gatunek ten opisany został po raz pierwszy w 1837 roku przez Hippolyte’a Louisa Gory’ego i François Louisa de Laporte’a.

## Morfologia
Chrząszcz o mocno wydłużonym ciele długości od 4,5 do 7 mm, ubarwionym ciemnooliwkowobrązowo, smuklejszym i jaśniejszym niż u A. hastulifer. Głowa zaopatrzona jest w duże oczy niemal stykające się z przednią krawędzią przedplecza. U samca czułki mają człony od szóstego do dziesiątego silnie rozszerzone dozewnętrznie i słabiej dowewnętrznie. Czułki samicy mają drugi człon dwukrotnie dłuższy niż szeroki. Przedplecze ma podwójną krawędź boczną oraz wystający przed kąty przednie środkowy odcinek krawędzi przedniej. Pokrywy mają przy szwie, przynajmniej w tylnej części rozległą, podłużną plamę jasnego owłosienia, za środkiem długości przerwaną poprzeczną przepaską ze słabo widocznych włosków ciemnych. Przedpiersie ma pędzelek z długich włosków na przedzie. Wyrostek przedpiersia ma między biodrami przedniej pary równoległe brzegi boczne. Odnóża tylnej pary cechują się małymi kępkami włosków na biodrach. Odwłok ma drugi z widocznych sternitów niezmodyfikowany, pozbawiony guzków na krawędzi tylnej. Rowek wzdłuż krawędzi ostatniego widocznego sternitu odwłoka jest przy wierzchołku odgięty do wewnątrz, a powierzchnia przed nim lekko pobrużdżona.

## Ekologia i występowanie
Owad rozmieszczony jest od nizin po tereny górskie. Zasiedla prześwietlenia w lasach, nasłonecznione pobrzeża lasów i polany, a także zadrzewione doliny rzeczne i ogrody. Kambiofagiczne larwy przechodzą rozwój w korze i pod korą gałęzi dębów, a przypuszczalnie także buków i olch. Osobniki dorosłe są foliofagami odżywiającymi się blaszką liściową. Postacie dorosłe obserwuje się od czerwca do sierpnia, czasem już w końcu maja.
Gatunek palearktyczny, w Europie znany z Portugalii, Hiszpanii, Francji, Belgii, Niemiec, Szwajcarii, Austrii, Włoch, Polski, Czech, Słowacji, Węgier, Białorusi, Ukrainy, Mołdawii, Rumunii, Bułgarii, Słowenii, Chorwacji, Bośni i Hercegowiny, Serbii, Czarnogóry, Albanii, Macedonii Północnej, Grecji oraz europejskich części Turcji i Rosji. Poza Europą notowany jest z Afryki Północnej, Zakaukazia i Syrii.